# Franziska Penz
Franziska Penz (* 10. März 1991 in Wuppertal, Deutschland) ist eine ehemalige deutsche Handballspielerin, die für den HSV Solingen-Gräfrath in der Bundesliga auflief.

## Karriere
Penz wechselte im Jahr 2010 vom Landesligaabsteiger TSV 87 Wuppertal zum HSV Solingen-Gräfrath, bei dem sie anfangs für die zweite Damenmannschaft in der Oberliga auflief. Später rückte die Außenspielerin in den Kader der ersten Mannschaft auf, mit der sie 2019 in die 2. Bundesliga aufstieg. Vier Jahre später feierte sie mit dem HSV Solingen-Gräfrath den Aufstieg in die Bundesliga. Penz wollte sich im Sommer 2023 dem Drittligisten Bergischer HC anschließen, jedoch verblieb sie aufgrund der Personalsituation auf der Linksaußenposition beim HSV Solingen-Gräfrath. Nach der Bundesligasaison 2023/24 beendete sie ihre Karriere.